# Raymond Bernard Trencavel
Raymond Bernard Trencavel (? - 1074) was Burggraaf van Albi en Nîmes van 1050 tot aan zijn dood. Hij nam deze positie over van zijn gestorven vader. De burggraven van Albi kregen vaak de bijnaam "Trencavel", Raymond Bernard besliste dat dit de familienaam zou worden. Hij trouwde met Ermengarde van Carcassonne en kregen samen één kind:
- Bernard Ato IV (? - 1129), Burggraaf van Albi, Agde, Béziers, Carcassonne en Nîmes.

Na een langdurige strijd met naburige graafschappen werd Ermengarde in 1082 gravin van Carcassonne, en werden daarmee ook erfgebieden van de Trencavels.